# Knowing
Knowing är en amerikansk thriller från 2009 i regi av Alex Proyas. Filmen hade USA-premiär 20 mars 2009.

## Handling
1959 grävs en tidskapsel ner i marken, vid en skolceremoni. Kapseln är avsedd att öppnas 50 år senare, 2009. Alla barnen i klassen får lägga ner en teckning, av hur de vill att framtiden ska se ut. Men den dystra lilla flickan Lucinda är inte som de andra barnen. Hennes bild av framtiden är ett papper fyllt med siffror. Men det kommer senare att upptäckas vara något mycket mer än bara obetydelsefulla nummer... 50 år senare (2009) grävs tidskapseln åter igen upp och Lucindas brev hamnar i händerna på pojken Caleb. Calebs pappa John (Nicholas Cage) får syn på dokumentet och börjar i sin förtvivlan försöka lösa nummerkoden. Siffrorna på pappret visar sig vara exakta datum och dödsantal för olyckor som skett under de senaste 50 åren. Men fortfarande saknas förklaringen på vissa siffror, men dessa får sin förklaring vid den näst kommande olyckan. Förut så hette den här filmen "The Others" men folk tog ofta fel på den här filmen och en annan skräckfilm som heter "The others" vilket gjorde att den här filmen fick byta till "Knowing". 

## Medverkande (i urval)
- Nicholas Cage - Jonathan "John" Koestler
- Rose Byrne - Diana Whelan
- Chandler Canterbury - Caleb Koestler
- Ben Mendelsohn - Phil Bergman